# Gullholmens kyrka
Gullholmens kyrka är en kyrkobyggnad i Orust kommun. Kyrkan tillhör sedan 2006 Morlanda församling (tidigare Gullholmens församling) i Göteborgs stift. 

## Kyrkobyggnaden
Byggnaden från 1799 och är en kustkyrka uppförd i samband med sillperioden i slutet av 1700-talet. Den ligger på norra delen av ön Härmanö omkring 100 meter från vattnet och består av långhus med rakt kor i öster och torn med spira i väster. Spiran blåste ner 1828 och modifierades flera gånger innan den 1904 fick sitt nuvarande utseende. Öster om koret finns en vidbyggd sakristia. Ytterväggarna är klädda med vitmålad liggande panel. Kyrkans sadeltak är klätt med rött tegel och torntaket med kopparplåt. Innertaket är tunnvälvt.

## Inventarier
- Predikstolen med åttakantigt ljudtak är tillverkad 1828 av Olof Eliasson från Huseby i Morlanda socken. Den renoverades 1936 och Gunnar Erik Ström utförde målningar där 1950.
- Dopfunten av trä är tillverkad 1906. Funten har en sexkantig cuppa placerad på en sexkantig fot.
- Altartavlan är målad av en kapellpredikant på Gullholmen under 1870-talet

### Orgel
Orgeln på läktaren har en fasad byggd 1880 av Salomon Molander. Verket byttes ut först 1935 och därefter 1983 av  John Grönvall Orgelbyggeri, varför pipverket är heterogent och innehåller även äldre material. Orgeln har sjutton stämmor med två manualer och pedal.